# للحب كلمة (مسلسل)
للحب كلمة مسلسل درامي من إخراج الفنانة هيا عبد السلام وإنتاج قناتي الوطن وأبوظبي، عرض في رمضان من عام 2014. شارك في التمثيل جاسم النبهان وأسمهان توفيق وزهرة الخرجي وشيماء علي وهيا عبد السلام، وفاطمة الصفي، وبشار الشطي، ومحمد العلوي، وفؤاد علي، وفرح الصراف.
المسلسل عبارة عن دراما اجتماعية تدور في قالب رومانسي إنساني مشوق، بعيدا عن الجرأة والمبالغة في الطرح، يحث على القيم الأسرية، ويدافع عن العادات، والتقاليد الكويتية الأصيلة، ويسلط الضوء على بعض السلبيات في المجتمع ويضع دور الاب فيه تحت المجهر مثمنا اهمية الاب في التركيبة الاسرية.
وتدور قصته حول رجل أعمال يتزوج اثنتين هما «حصة»، و«سناء»، وله منهما ثلاثة أبناء هم «أنور»، و«طلال» من «حصة»، و«دينا» من «سناء»، ولكنه أب متسلط قاسٍ لا يسمع الا رأيه، ولا ينفذ إلا مطالبه، ويترك مسؤولية الأسرة لزوجاته، وفجأة يصاب بمرض عضال لا علاج له فيقلب حياته رأسا على عقب، ويحاول التمسك بعائلته التي فككها بقسوته، وتسلطه، ويناقش العمل مع محور القصة الأساسية عدة قضايا ومشاكل مجتمعية، يعريها بطريقة مهذبة لا تجرح أحدا، بل تدفعه إلى التساؤل والتفكير بها، منها دور الأب في الأسرة، والمثل الأعلى الذي يشكله الأهل لأبنائهم، والزواج الثاني وتأثيره على الأسرة والمجتمع، ومعاناة اليتيم، وأبناء الكويتية من جنسية أخرى، والمجتمع الذكوري وسيطرته على المرأة، ومشاكل المتزوجين حديثا، ونظرة المجتمع للمطلقة.

## الأبطال
| الممثل                                             |
| -------------------------------------------------- |
| جاسم النبهان بدور فهد الداير                       |
| زهرة الخرجي بدور وفاء الداير أخت فهد               |
| أسمهان توفيق بدور حصه زوجة فهد الأولى              |
| إيمان محمد علي بدور سناء زوجة فهد الثانية          |
| عبد الإمام عبد الله بدور صالح                      |
| هيا عبد السلام بدور دينا ابنة فهد من زوجته الثانية |
| بشار الشطي بدور أنور ابن فهد من زوجته الأولى       |
| شيماء علي بدور ليلى زوجة أنور وأخت أسامة وآية      |
| فؤاد علي بدور أسامة أخ ليلى وآية من الرضاعة        |
| فاطمة الصفي بدور آية زوجة طلال وأخت ليلى           |
| محمد العلوي بدور طارق ابن وفاء                     |
| أمل عباس بدور نورة ام شيماء                        |
| فرح الصراف بدور شيماء حبيبة طارق                   |
| أحمد حسين بدور طلال ابن فهد الثاني من زوجته الاولى |
| مي البلوشي بدور سلوى صديقة خيال                    |
| سعاد بدور خيال زميلة أنور                          |
| صالح الراشد بدور أحمد صديق دينا                    |